# Telč (hrad)
Hrad Telč stával na vyvýšenině v jižní části města Telč.

## Historie
První písemná zmínka o Telči pochází z roku 1315 a pravděpodobně v té době zde stál také hrad. Jeho existenci můžeme s jistotou datovat do roku 1334, kdy je zmiňován v knize Vita Caroli, životopise Karla IV. Roku 1339 se novým majitelem stal Oldřich III. z Hradce, jenž hrad získal od Jana Lucemburského výměnou za hrad Bánov. Jindřich II. z Hradce, syn Oldřicha, se postavil proti Karlovi IV. a královské vojsko hrad dobylo. Přesný rok dobytí není znám. Roku 1366 jsou v zápise v zemských deskách jako součást telčského panství uvedeny kromě městečka Telč také vsi Sedlejov, Mysliboř, Dyjice, Slaviboř, Zvolenovice, Černíč, Krahulčí, Hostětice, Vaneč, Volevčice a zaniklá ves Šiškov. Hrad tedy v té době pravděpodobně již nestál. S jistotou můžeme za nejpozdější datum jeho zániku označit rok 1387, kdy Telč zničil požár. Nahrazen byl novým hradem na západě města.

## Popis
Hradiště hradu mělo nepravidelný půdorys s osami přibližně 70 a 50 metrů. Od města jej odděloval příkop. Dominantou byla pozdně románská věž, dnes zakomponovaná do kostela sv. Ducha. Jedná se o jediný pozůstatek hradu. Věž s palácem patrně spojovala dřevěná lávka. Bližší podoba hradu je neznámá.